# Thryptomene
Thryptomene ist eine Pflanzengattung innerhalb der Familie der Myrtengewächse (Myrtaceae). Alle seit 2014 etwa 47 Arten kommen ursprünglich nur in Australien vor. Einige Sorten werden vor allem als Schnittblumen genutzt.

## Beschreibung

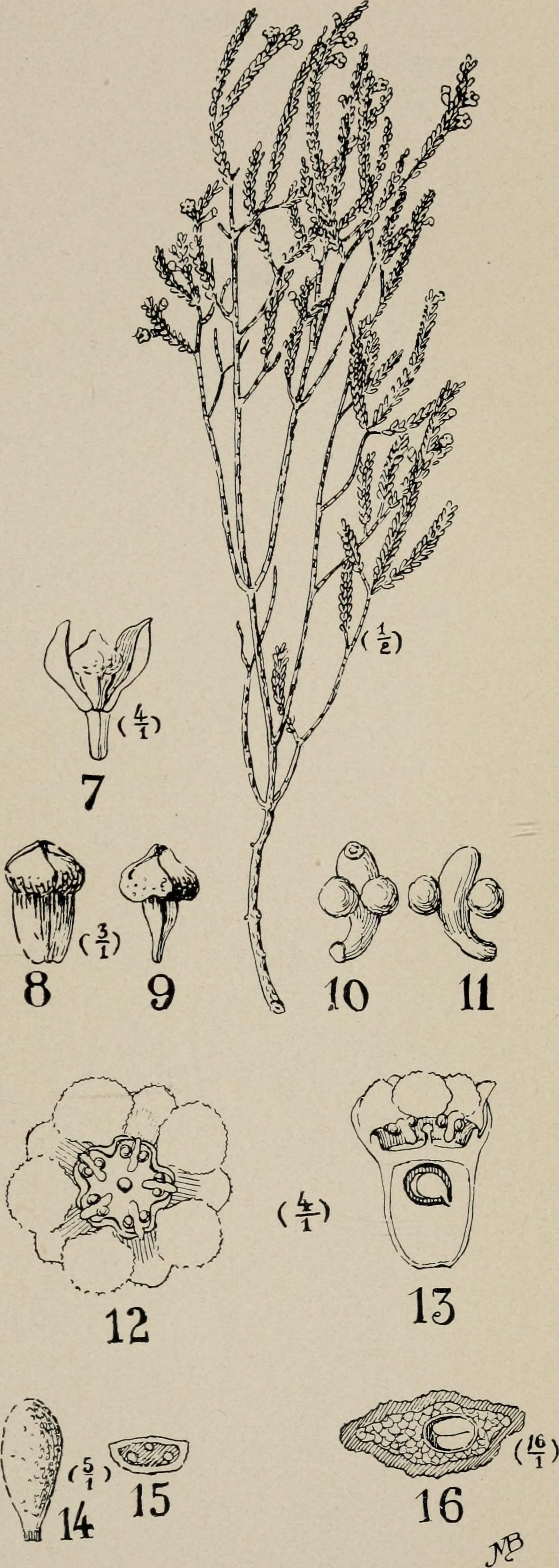
Illustration aus Transactions and proceedings and report of the Philosophical Society of Adelaide, South Australia, 1917 von Thryptomene elliottii

### Erscheinungsbild und Blätter
Thryptomene-Arten wachsen als immergrüne Sträucher, die Wuchshöhen von 0,3 bis zu 1,5 Metern erreichen. Nur eine Art wächst baumartig und erreicht Wuchshöhen von bis zu 2,5 Metern. Sie enthalten ätherische Öle. Die oberirdischen Pflanzenteile sind kahl.
Die gegenständig (oder kreuzgegenständig) an den Zweigen angeordneten Laubblätter sind höchstens kurz gestielt oder sitzend. Die krautigen oder ledrigen, einfachen, winzigen bis relativ kleinen Blattspreiten sind (besonders gut sichtbar an den Blattunterseite) drüsig punktiert und duften aromatisch.

### Blütenstände und Blüten
Die reduzierten Blütenstände enthalten nur meist eine, selten zwei oder drei Blüten über sehr kurzen bis langen Blütenstandsschäften in den Blattachseln im oberen Bereich der Zweige. Jede Blüte steht über einem Paar haltbarer oder schnell vergänglicher Deckblätter, die untereinander verwachsen sein können.
Die relativ kleinen zwittrigen Blüten sind meist radiärsymmetrisch und meist fünf-, selten sechszählig mit doppelter Blütenhülle. Der mit dem Fruchtknoten verwachsene Blütenbecher (Hypanthium) ist glatt, gerippt oder faltig. Die fünf oder selten sechs freien Kelchblätter sind kronblattartig und kreisförmig. Die fünf oder selten sechs freien Kronblätter sind ganzrandig, elliptisch, ei- oder kreisförmig und können genagelt sein. Die Farben der Blütenkronblätter sind weiß bis rosafarben. Die Staubblätter sind in der Knospe meist gerade oder selten etwas nach innen gekrümmt. Meist in einem oder zwei, selten mehreren Kreisen sind jeweils fünf oder sechs mehr oder weniger gleiche Staubblätter angeordnet. Diese sind alle fertil; nur bei Thryptomene maisonneuvei ist manchmal die Hälfte zu Staminodien umgewandelt. Die fadenförmigen Staubfäden sind am Rand des Blütenbechers inseriert, untereinander frei und nicht mit den Kronblättern verwachsen. Die gleich aussehenden Staubbeutel öffnen sich mit longitudinalen Schlitzen und überragen die Kronblätter nicht. Es ist ein Diskus vorhanden. Zwei Fruchtblätter sind zu einem unterständigen, einkammerigen Fruchtknoten verwachsen. In basaler oder seitlicher Plazentation sind meist zwei oder vier anatrope Samenanlagen angeordnet. Der Griffel endet in einer einfachen Narbe.

### Früchte und Samen
Die trockenen Schließfrüchte sind meist einsamige, selten zweisamige Nussfrüchte. Die ellipsoidal-nierenförmigen Samen enthalten einen gekrümmten Embryo mit zwei Keimblättern (Kotyledonen). Es ist kein Endosperm vorhanden.

### Chromosomenzahl
Die Chromosomengrundzahl beträgt n=11. Bei einigen Arten liegt Diploidie vor, also 2n=22; es wurde aber auch Polyploidie mit je nach Art unterschiedlichen Chromosomensätzen festgestellt.

## Ökologie
Die Bestäubung erfolgt durch Insekten (Entomophilie) oder Vögel (Ornithophilie).

## Verbreitung und Gefährdung
Die Gattung Thryptomene ist mit etwa 32 Arten in Australien weitverbreitet; Arten kommen in allen Bundesstaaten einschließlich Tasmanien vor. Sie kommen im südlichen, zentralen und nordöstlichen Australien vor.
Nur Thryptomene wittweri wird als „Vulnerable“ = „gefährdet“ eingestuft. Keine weitere Art gilt auf dem australischen Festland als gefährdet. In Tasmanien wird Thryptomene micrantha als „Vulnerable“ = „gefährdet“ bewertet.

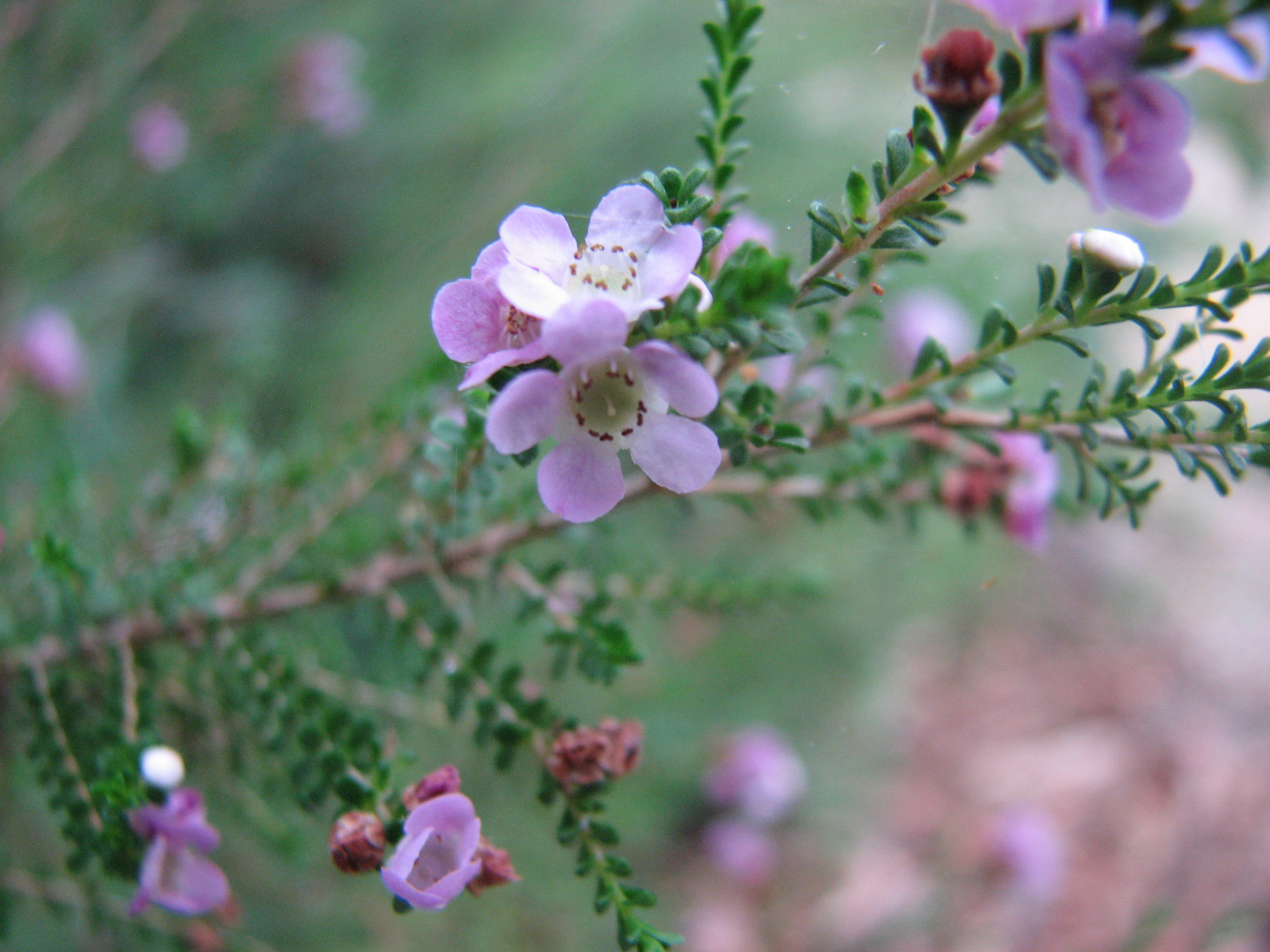
Zweig mit Laubblättern und Blüten von Thryptomene baeckeacea

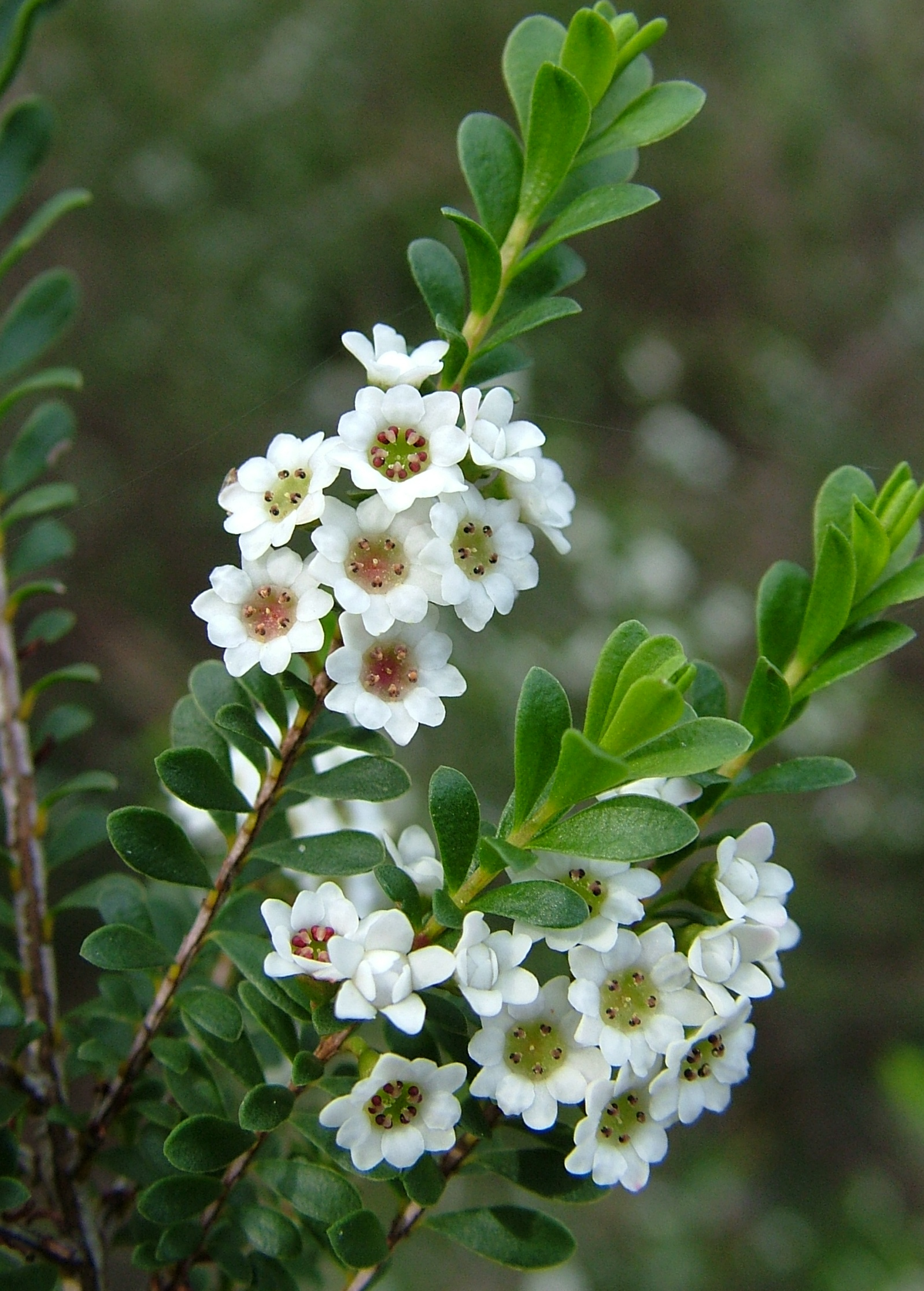
Zweig mit Laubblättern und Blüten von Thryptomene calycina

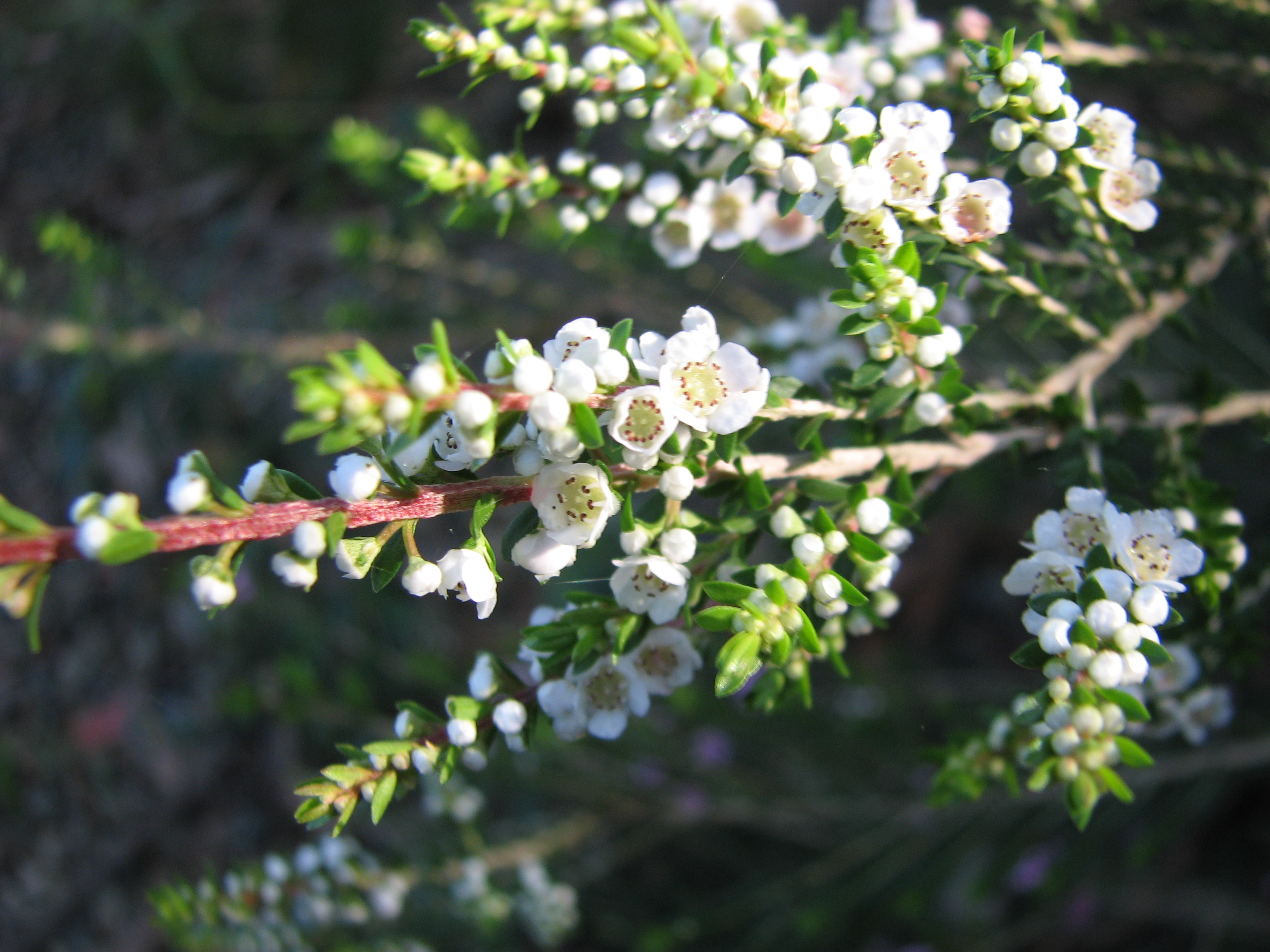
Zweig mit Laubblättern und Blüten von Thryptomene hyporhytis

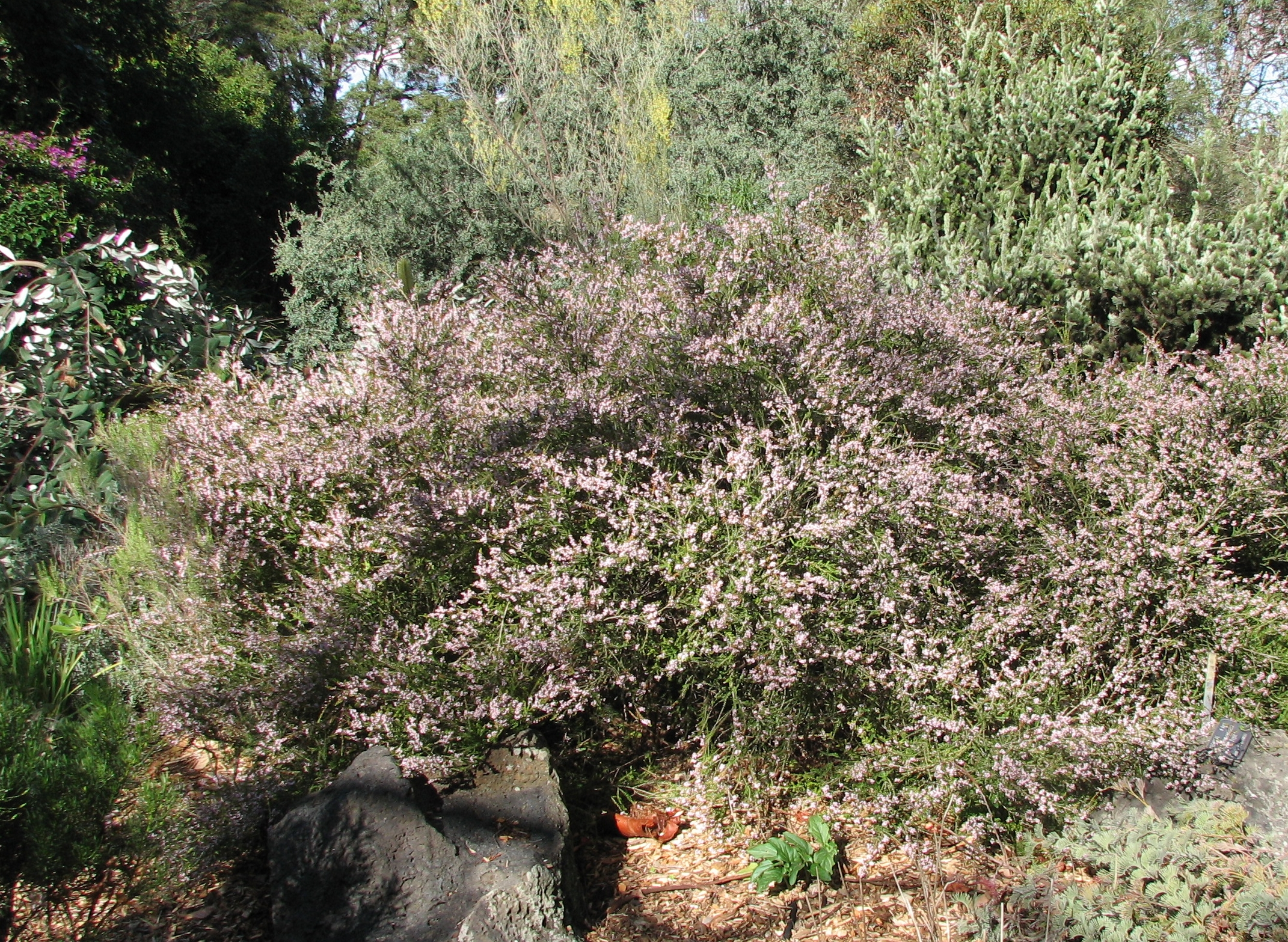
Die Sorte Thryptomene saxicola ‘F.C. Payne’

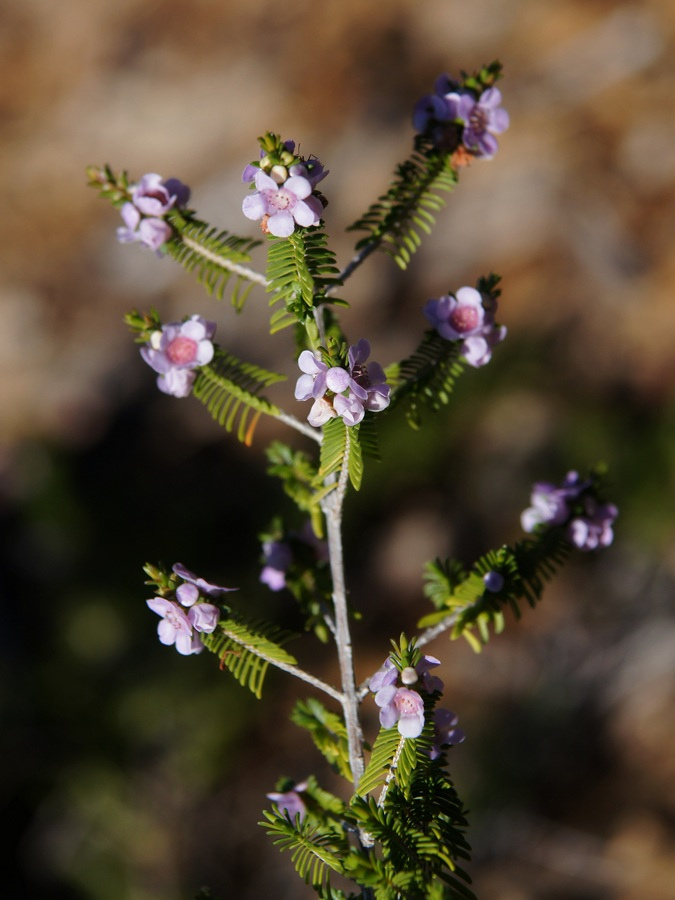
Zweig mit Laubblättern und Blüten von Thryptomene stenophylla

## Systematik
Die Gattung Thryptomene wurde im Jahr 1840 durch Stephan Ladislaus Endlicher im Artikel Stirpium Australasicarum Herbarii Hugeliani Decades III – Dezember 1838 in Annalen des Wiener Museums der Naturgeschichte, Band 2, S. 192 aufgestellt. Typusart ist Thryptomene australis Endl. Der Gattungsname Thryptomene leitet sich vom griechischen Wort thryptomene für „vermindert“ oder „klein machen“ ab. Dies bezieht sich auf den niedrigen Habitus der meisten Arten.
Synonyme für Thryptomene Endl. nom. cons. sind: Thryptomene sect. Paryphantha (Schauer) Kuntze, Paryphantha Schauer, Typtomene F.Muell. orth. var., Tryptomene F.Muell. orth. var., Thryptomene sect. Euthryptomene Kuntze, Thryptomene sect. Paryphantha (Schauer) Stapf, Astraea Schauer, Bucheria Heynh., Thryptomene sect. Astraea Stapf, Gomphotis Raf.
Die Gattung Thryptomene gehört zur Tribus Chamelaucieae in der Unterfamilie Myrtoideae innerhalb der Familie der Myrtaceae.
Es gibt seit 2014 etwa 47 Thryptomene-Arten:
- Thryptomene australis Endl.: Die zwei Unterarten kommen nur im australischen Bundesstaat Western Australia vor.[9]
- Thryptomene baeckeacea F.Muell.: Sie kommt nur im australischen Bundesstaat Western Australia vor.[9]
- Thryptomene biseriata J.W.Green: Sie kommt in den australischen Bundesstaaten Western Australia sowie South Australia vor.[9]
- Thryptomene caduca Rye & Trudgen: Sie wurde 2014 aus Western Australia erstbeschrieben.[13][9]
- Thryptomene calcicola Rye: Sie wurde 2014 aus Western Australia erstbeschrieben.[13][9]
- Thryptomene calycina (Lindl.) Stapf (Syn.: Thryptomene calycina (Lindl.) J.M.Black, Tryptomene mitchelliana F.Muell. orth. var., Thryptomene mitchelliana (Schauer) F.Muell., Thryptomene thymifolia Stapf): Sie kommt in den australischen Bundesstaaten Victoria sowie South Australia vor und ist vermutlich in letzteren Bundesstaat ausgestorben.[9]
- Thryptomene costata Rye & Trudgen: Sie wurde 2001 aus Western Australia erstbeschrieben.[14][9]
- Thryptomene cuspidata (Turcz.) J.W.Green (Syn.: Thryptomene tenella Benth. nom. illeg., nom. superfl.): Sie kommt nur im australischen Bundesstaat Western Australia vor.[9]
- Thryptomene dampieri Rye (Syn.: Thryptomene micrantha (DC.) C.A.Gardner nom. illeg.): Sie wurde 2014 aus Western Australia erstbeschrieben.[13][9]
- Thryptomene decussata (W.Fitzg.) J.W.Green: Sie kommt nur im australischen Bundesstaat Western Australia vor.[9]
- Thryptomene denticulata (F.Muell.) Benth.: Sie kommt nur im australischen Bundesstaat Western Australia vor.[9]
- Thryptomene duplicata Rye & Trudgen: Sie wurde 2001 aus Western Australia erstbeschrieben.[14][9]
- Thryptomene elliottii F.Muell. (Syn.: Thryptomene whiteae J.M.Black): Sie kommt in den australischen Bundesstaaten Western Australia sowie South Australia vor.[9]
- Thryptomene eremaea Rye & Trudgen: Sie wurde 2001 aus Western Australia erstbeschrieben.[14][9]
- Thryptomene ericaea F.Muell. (Syn.: Tryptomene ericaea F.Muell. orth. var., Thryptomene ericea A.D.Chapm. orth. var.): Sie kommt nur im australischen Bundesstaat South Australia vor.[9]
- Thryptomene globifera Rye: Sie wurde 2014 aus Western Australia erstbeschrieben.[13][9]
- Thryptomene hexandra C.T.White: Sie kommt in den australischen Bundesstaaten Queensland, New South Wales sowie in Northern Territory vor.[9]
- Thryptomene hubbardii Rye & Trudgen: Sie wurde 2014 aus Western Australia erstbeschrieben.[13][9]
- Thryptomene hyporhytis Turcz.: Sie kommt nur im australischen Bundesstaat Western Australia vor.[9]
- Thryptomene johnsonii F.Muell.: Sie kommt nur im australischen Bundesstaat Western Australia vor.[9]
- Thryptomene kochii E.Pritz.: Sie kommt nur im australischen Bundesstaat Western Australia vor.[9]
- Thryptomene longifolia J.W.Green: Sie kommt nur im australischen Bundesstaat South Australia vor.[9]
- Thryptomene micrantha Hook. f. (Syn.: Thryptomene miqueliana F.Muell., Tryptomene miqueliana F.Muell. orth. var.): Sie kommt in den australischen Bundesstaaten Victoria sowie South Australia und in Tasmanien vor.[9]
- Thryptomene mucronulata Turcz. (Syn.: Thryptomene mucromulata Turcz. orth. var., Thryptomene johnsonii F.Muell., Thryptomene prolifera Turcz., Thryptomene dielsiana E.Pritz., Thryptomene davisiae Diels): Sie kommt nur im australischen Bundesstaat Western Australia vor.[9]
- Thryptomene naviculata J.W.Green: Sie kommt nur im australischen Bundesstaat Western Australia vor.[9]
- Thryptomene nealensis J.W.Green: Sie kommt nur im australischen Bundesstaat Western Australia vor.[9]
- Thryptomene nitida Rye & Trudgen: Sie wurde 2014 aus Western Australia erstbeschrieben.[13][9]
- Thryptomene oligandra F.Muell. (Syn.: Tryptomene oligandra F.Muell. orth. var., Thryptomene oligandron Stapf orth. var., Thryptomene oligandra F.Muell. var. oligandra): Sie kommt nur im australischen Bundesstaat Queensland vor.[9]
- Thryptomene orbiculata Rye & Trudgen: Sie wurde 2014 aus Western Australia erstbeschrieben.[13][9]
- Thryptomene parviflora (Benth.) Domin: Sie kommt nur im australischen Bundesstaat Queensland vor.[9]
- Thryptomene pinifolia Rye & Trudgen: Sie wurde 2014 aus Western Australia erstbeschrieben.[13][9]
- Thryptomene podantha Rye & Trudgen: Sie wurde 2014 aus Western Australia erstbeschrieben.[13][9]
- Thryptomene racemulosa Turcz.: Sie kommt nur im australischen Bundesstaat Western Australia vor.[9]
- Thryptomene remota A.R.Bean: Sie kommt nur im australischen Northern Territory vor.[9]
- Thryptomene repens Rye & Trudgen: Sie wurde 2014 aus Western Australia erstbeschrieben.[13][9]
- Thryptomene salina Rye & Trudgen: Sie wurde 2001 aus Western Australia erstbeschrieben.[14][9]
- Thryptomene saxicola (A.Cunn. ex Hook.) (selten Kampferteestrauch genannt, engl.: „camphor tea shrub“): Sie kommt nur im australischen Bundesstaat Western Australia vor.[9]
- Thryptomene shirleyae Rye: Sie wurde 2014 aus Western Australia erstbeschrieben.[13][9]
- Thryptomene spicata Rye & Trudgen: Sie wurde 2014 aus Western Australia erstbeschrieben.[13][9]
- Thryptomene stapfii Rye & Trudgen: Sie wurde 2014 aus Western Australia erstbeschrieben.[13][9]
- Thryptomene stenophylla E.Pritz.: Sie kommt nur im australischen Bundesstaat Western Australia vor.[9]
- Thryptomene striata Rye & Trudgen: Sie wurde 2001 aus Western Australia erstbeschrieben.[14][9]
- Thryptomene strongylophylla F.Muell. ex Benth.: Sie kommt nur im australischen Bundesstaat Western Australia vor.[9]
- Thryptomene urceolaris F.Muell.: Sie kommt in den australischen Bundesstaaten Western Australia sowie South Australia vor.[9]
- Thryptomene velutina Rye & Trudgen: Sie wurde 2014 aus Western Australia erstbeschrieben.[13][9]
- Thryptomene wannooensis Rye: Sie wurde 2014 aus Western Australia erstbeschrieben.[13][9]
- Thryptomene wittweri J.W.Green: Sie kommt nur im australischen Bundesstaat Western Australia vor.[9]

## Nutzung
Von Thryptomene saxicola und Thryptomene calycina gibt es einige Sorten. Sie werden weltweit angebaut und als Schnittblumen verwendet und sind auch in Mitteleuropa im Blumenhandel. Thryptomene saxicola wird als Zierpflanze in Parks und Gärten verwendet.

## Ergänzende Literatur
- J. W. Green: Thryptomene and Micromyrtus (Myrtaceae) in arid and semi-arid Australia. In: Nuytsia, Volume 3, Issue 2, 1980, S. 183–205: PDF.

- Karte mit allen verlinkten Seiten:
- OSM |
- WikiMap